# Hal Foster (Comicautor)
Harold Rudolf Foster, genannt Hal Foster (* 16. August 1892 in Halifax, Nova Scotia, Kanada; † 25. Juli 1982 in Spring Hill, Florida), war einer der berühmtesten Comicautoren und -zeichner in den Vereinigten Staaten. Er erfand die Figur des Prinz Eisenherz (Prince Valiant).
Nach einem Studium an der Chicago Academy of Fine Arts arbeitete er als Illustrator. Seine ersten Comics zeichnete er 1928 für die Serie Tarzan, eine Comic-Serie nach den Büchern von Edgar Rice Burroughs. 1937 zeichnete er die ersten Seiten von Prinz Eisenherz. Er führte einen neuen, exakten und detailreichen Zeichenstil ein und prägte die Entwicklung der Comics in den USA wesentlich. Als er die Zeichenarbeit an der Serie 1971 im Alter von 78 Jahren an John Cullen Murphy übergab (bis 1979 erstellte er noch Vorschlagsskizzen und schrieb die Story), hatte er 1.788 Seiten Prinz Eisenherz gezeichnet.

## Auszeichnungen
- 2008: Sondermann-Preis in der Kategorie Comic international für Prinz Eisenherz